# Actaletidae
Actaletidae  (лат.) — семейство коллембол из надсемейства Isotomoidea (Entomobryomorpha).

## Классификация
Известно около 10 видов. Коллемболы семейства Actaletidae относится к надсемейству Isotomoidea из подотряда Entomobryomorpha (или отряда).
- Род Actaletes Giard, 1889 — 1 вид
- Род Spinactaletes Soto-Adames, FN, 1988 — около 10 видов